# آخر دور (مسلسل)
آخر دور هو مسلسل تلفزيوني مصري عُرض في عام 2022 على منصة شاهد، من بطولة دينا الشربيني وأحمد خالد صالح ونهى عابدين ومها نصار وإبراهيم السمان ومريم الخشت وثراء جبيل، ومن إخراج حسين المنباوي.

## قصة المسلسل
بعد قرار الحكم ببراءتها من جريمة قتل زوجها كريم، تظن روان أن كل شيء سيعود كما كان، وبإمكانها العودة إلى عملها وحياتها السابقة؛ لكن مع قفز الممثلة سلمى من شقتها وسقوطها مدرجة في دمائها، تبدأ الأمور تسوء أكثر، وخاصة مع تعرضها للابتزاز من شخص مجهول، وعليها الآن كشف هذا اللغز.

## طاقم التمثيل
- دينا الشربيني: (روان)
- أحمد خالد صالح: (أحمد- ضابط الشرطة)
- نهى عابدين: (ليلى)
- مها نصار: (خديجة)
- إبراهيم السمان: (مروان)
- مريم الخشت: (شيري)
- ثراء جبيل: (سلمى)
- رياض الخولي: (والد خديجة)
- ميمي جمال: (فريدة)
- محمد الصاوي: (بيومي)
- طارق عبد العزيز: (كمال)
- أحمد بدير: (عزيز الدرندلي)
- أشرف زكي
- محمد أبو داوود: (والد أحمد)
- سلوى محمد علي: (والدة روان)
- نبيل نور الدين
- جميل برسوم
- محمد العمروسي
- لبنى محمود

## فريق العمل
- إخراج: حسين المنباوي
- تأليف: وسام صبري
- إنتاج: أفلام إيجل (جمال سنان)
- مدير التصوير: إسلام عبد السميع
- مونتاج: رجب العويلي
- موسيقى تصويرية: عادل حقي